# أوسا (فئة زورق صواريخ)

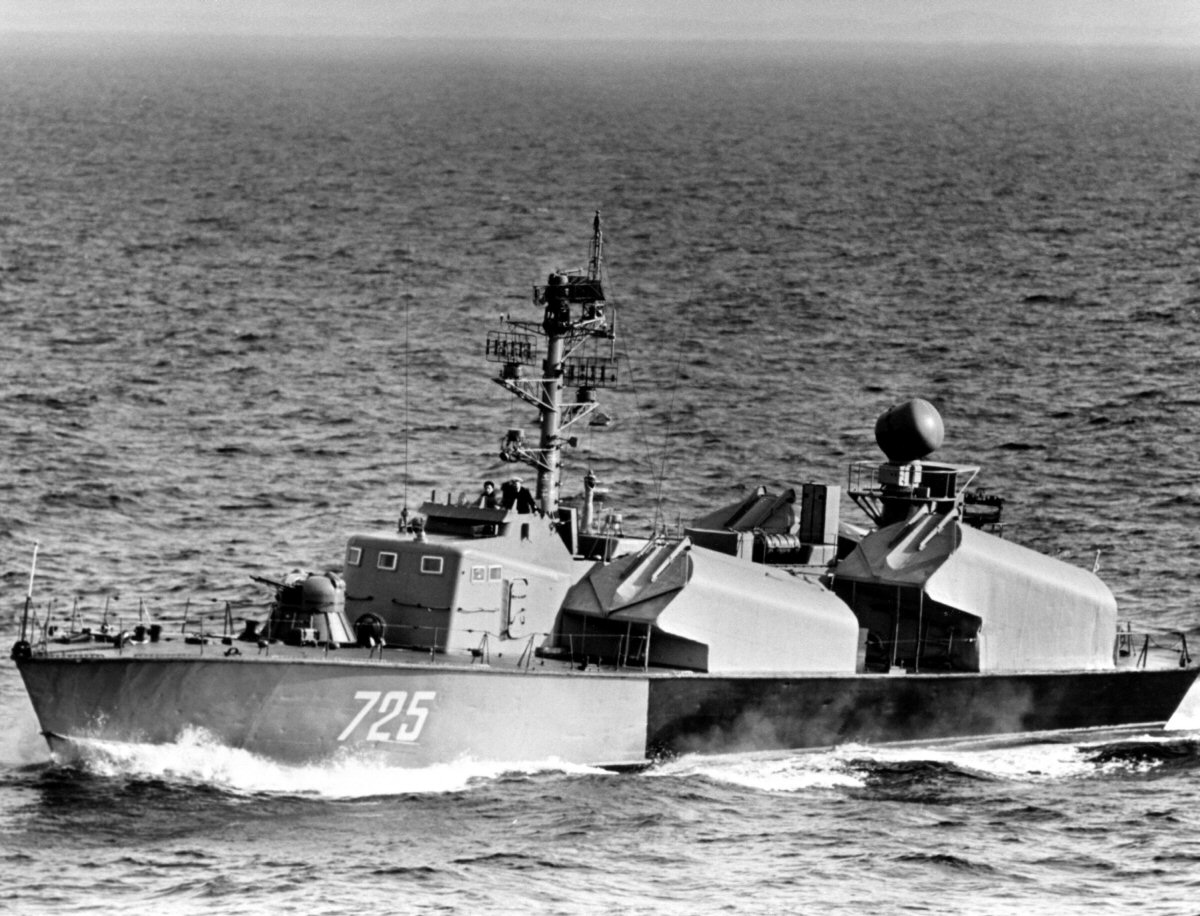
زورق أوسا واحد.

زورق صواريخ أوسا هو لقب تعريف الناتو لزورق صواريخ سوفيتي طور في مطلع ستينيات القرن العشرين، أطلقت عليه البحرية السوفيتية المشروع 205 تسونامي. قد تكون زوارق أوسا أوسع زوارق الصواريخ انتشاراً في التاريخ، إذ صنعت منها 400 سفينة وزّعت على البحرية السوفيتية والدول الحليفة لها. وتعني أوسا «دبور» أو «زنبور» بالروسية، غير أنه لم يكن الاسم الرسمي لهذه الزوارق في البحرية السوفيتية.

## الطرازات
أثبت هيكل زوارق صواريخ أوسا أنه عالي الكفاءة ومتعدد الاستخدامات كثيراً، وكان بمثابة بداية لسلسلة كبيرة من زوارق النقل والهجوم السوفيتية التي حوِّرت عنه:
- المشروع 205 (أوسا I): الطراز الأصلي من الزورق، وتميّزه قاذفات صواريخه مستطيلة الشكل التي تطلق صواريخ "P-15/P-15T Termit". صنع منه 160 زورقاً.
- المشروع 205 إي: زورق أوسا I نفسه مزوداً فقط بأربع قاذفات صواريخ "KT-62K" لإطلاق صواريخ "P-25"، كما أنه زود بزلاقة مائية تسمح له ببلوغ سرعة 93 كيلومتراً في الساعة. صنع منه زورق واحد فحسب.
- المشروع 205 سي إتش: زورق أوسا I مزوداً بعتاد كهربائي بطاقة 400 هيرتز. صنع منه زروق واحد فحسب.
- المشروع 205 يو (أوسا II): طراز مطور من زورق أوسا I، مزود بقاذفات صواريخ أنبوبية الشكل لإطلاق صواريخ "P-15U" المُطوَّرة. صنع منه 32 زورقاً.
- المشروع 205 إي آر: الطراز الأساسي المخصص للشحن من زورق أوسا II، أزيلت منه عدة مكتشفات راديوية.
- المشروع 205 إم: أنابيب إطلاق صواريخ أطول لإطلاق صواريخ "P-15M"، كما أنه زود بمنظومة رادار "Graviy" الجديدة بدلاً من "Rangout/Rys" القديمة. صنع منه زورق واحد فحسب.
- المشروع 205 مود: زورق أوسا II مزود بصواريخ "P-15M" بدلاً من "P-15U". صنع منه 19 زورقاً.
- المشروع 205 بي تارانتول: طراز مخصص ليكون زورق نقل مضاد للغوَّاصات.

## المستخدمون
صنع للبحرية السوفيتية 175 زورق أوسا I و114 زورق أوسا II، وقد خرج آخرها من الخدمة في سنة 1990. لكن لا زال عدد من الزوارق يخدم في البلدان الأخرى التي بيعت إليها خلال العهد السوفيتي.

### أوسا I
ألمانيا الشرقية
البحرية الألمانية الشرقية - 15 زورقاً خرجت من الخدمة في الثمانينيات.
 بنغلادش
البحرية البنغلادشية - 5 زوارق.
 بولندا
البحرية البولندية - 12 زورقاً خرجت من الخدمة بين سنتي 1984 و2006.
 بينين
قوات بنين المسلحة - زورقان في سنة 1979.
 الجبل الأسود
قوات الجبل الأسود المسلحة - 5 على الأقل بيعت إلى مصر في سنة 2007.
 رومانيا
البحرية الرومانية - 6 زوارق خارجت من الخدمة في سنة 2004.
 سوريا
البحرية السورية - 8 زوارق.
 الصين
بحرية جيش التحرير الشعبي - 4 زوارق، بالإضافة إلى 130 صنعتها بتصريح.
 كرواتيا
البحرية الكرواتية - زورق واحد خرج من الخدمة في التسعينيات.
 كوريا الشمالية
البحرية الكورية الشمالية - 12 زورقاً.
 لاتفيا
البحرية اللاتفية - 6 زوارق خرجت من الخدمة في التسعينيات.
 مصر
البحرية المصرية - 9 زوارق.
 الهند
البحرية الهندية - 8 زوارق خارجت من الخدمة في الثمانينيات.
 يوغوسلافيا
البحرية اليوغوسلافية - 10 زوارق.

### أوسا II

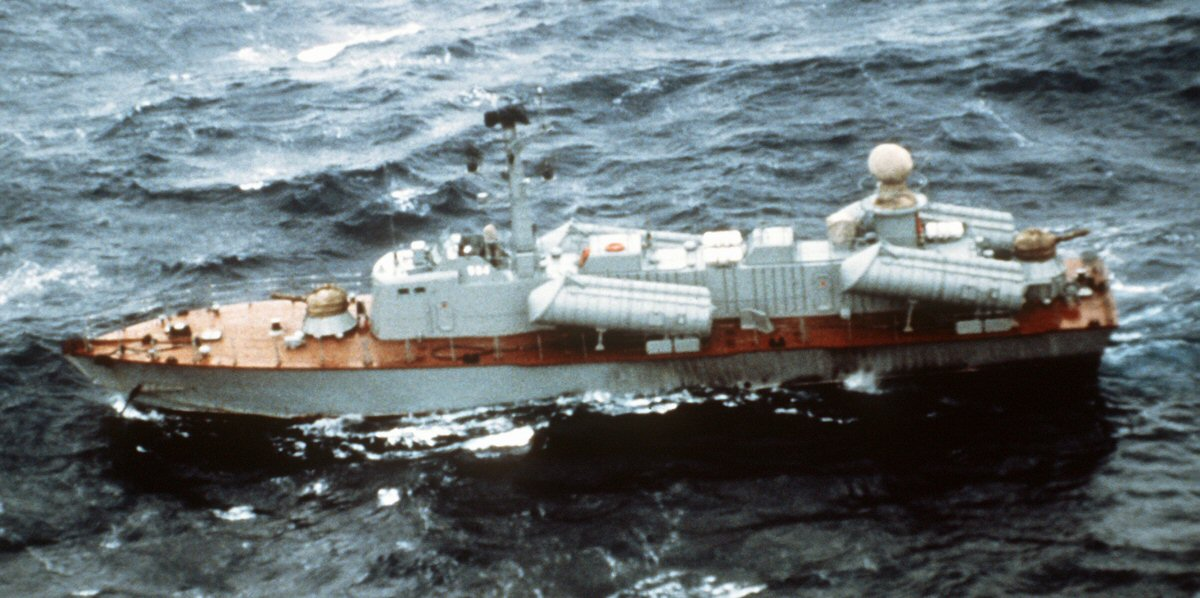
زورق أوسا II.

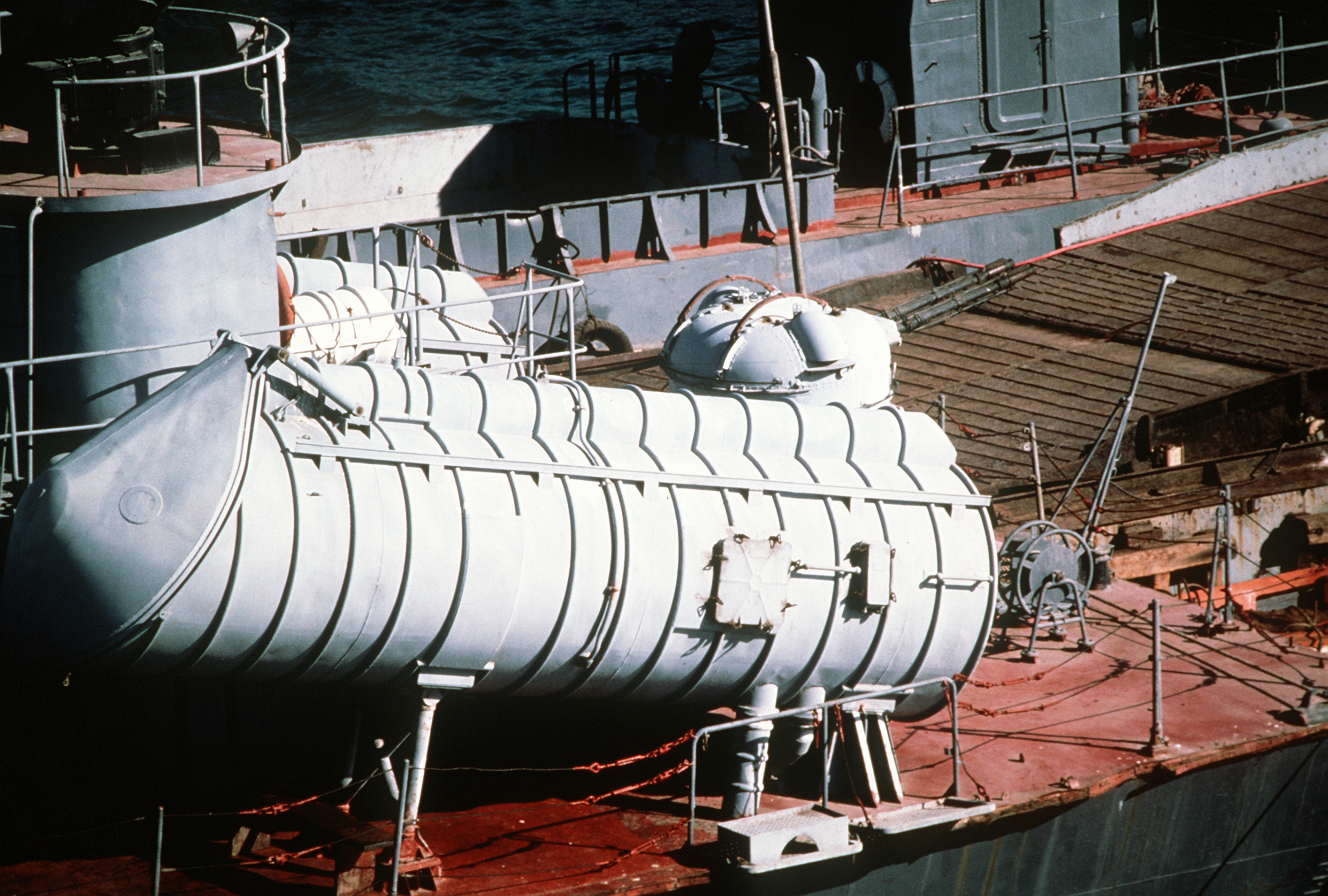
قاذفات صواريخ زورق أوسا II السوفيتي.

أذربيجان
البحرية الأذربيجانية - زورق واحد.
 إريتريا
البحرية الإرتيرية - 5 زوارق.
 أنغولا
البحرية الأنغولية - 8 زوارق اشترتها بسنتي 1982 و1983.
 بلغاريا
البحرية البلغارية - 3 زوارق.
 الجزائر
البحرية الجزائرية - 32 زوارق اشترتها سنة 1978.
 سوريا
البحرية السورية - 12 زورقاً.
 أرض الصومال
قوات أرض الصومال المسلحة - زورقان.
 فنلندا
البحرية الفنلندية - 4 زوارق شريت في سنتي 1974 و1975، وبيعت إلى مصر في سنة 2003.
 فيتنام
البحرية الفيتنامية - 8 زوارق.
 كوبا
البحرية الكوبية - 13 زورقاً.
 ليبيا
البحرية الليبية - غير معروف.
 مصر
البحرية المصرية - 4 زوارق اشترتها من البحرية الفنلندية.
 الهند
البحرية الهندية - 8 زوارق شريت في سنتي 1976 و1977، وخرجت من الخدمة بين 1999 و2003.
 اليمن
البحرية اليمنية - 18 زورقاً.